# Jonathan Hereñú
Jonathan Hereñú (3 de marzo de 1990, Rosario) es un futbolista argentino que juega de defensor en Gimnasia y Tiro del Torneo Federal A. Es surgido de las divisiones menores de Newell's, en Argentina. 

## Clubes
| Club                          | País      | Año       |
| ----------------------------- | --------- | --------- |
| Newell's                      | Argentina | 2009-2010 |
| Huracán                       | Argentina | 2010-2011 |
| Sol de América                | Paraguay  | 2011      |
| Tiro Federal                  | Argentina | 2012-2013 |
| Juventud Unida (ER)           | Argentina | 2013-2014 |
| Club Sol de América (Formosa) | Argentina | 2014      |
| Instituto de Córdoba          | Argentina | 2015      |
| Guaraní Antonio Franco        | Argentina | 2016      |

- Datos: Q5933990